# Okoa
Okoa ist eine Insel in der tonganischen Inselgruppe Vavaʻu.

## Geographie
Okoa liegt südlich der Hauptinsel Vavaʻu und schließt sich fast unmittelbar an diese an. Mit dem benachbarten Ort ʻOkoa ist sie durch eine Brücke verbunden und ein Teil der Siedlung erstreckt sich auch auf den Nordteil der ansonsten dicht bewaldeten Insel. In den umgebenden „Fjorden“ liegen Tueʻia, Nuku und Kiato zusammen mit weiteren winzigen Motus. Die nächsten größeren Inseln sind Tulie im Norden, Koloa im Nordosten und ʻOloʻua im Süden. Im Osten bildet Faioa den äußersten Riffsaum des Archipels.

## Klima
Das Klima ist tropisch heiß, wird jedoch von ständig wehenden Winden gemäßigt. Ebenso wie die anderen Inseln der Vavaʻu-Gruppe wird Okoa gelegentlich von Zyklonen heimgesucht.